# Loepantheraea
Loepantheraea este un gen de molii din familia Saturniidae. 

## Specii
- Loepantheraea rosieri (Toxopeus, 1940)